# Червонец (река)
Червонец (укр. Червенець) — река в Яворовском и Львовском районах Львовской области Украины. Левый приток реки Кислянка (бассейн Вислы).
Длина реки 11 км, площадь бассейна 26,8 км². Русло слабоизвилистое, в нижнем течении местами выпрямленное и канализированное, есть пруды. Пойма в верхнем течении узкая, местами односторонняя.
Берёт начало между лесистыми холмами Расточья, у северо-восточного края Яворовского полигона. Течёт преимущественно на северо-восток сначала через Расточье, в нижней части — в пределах Надбужанской котловины. Впадает в Кислянку к северу от села Руда-Креховская.